# 特殊作戦執行部
特殊作戦執行部（英語: Special Operations Executive, SOE）とは、第二次世界大戦中のイギリスに設置されていた秘密軍事組織･諜報機関である。1940年7月22日、内閣の承認のもと戦時経済相(Minister of Economic Warfare)のヒュー・ダルトンが設立した。その任務はナチス・ドイツを始めとする枢軸国に占領されたヨーロッパおよび極東各地における諜報・秘密作戦・非合法作戦・特殊作戦・特殊偵察・不正規戦などの展開、現地レジスタンス運動の支援などであった。
設立当初にはナチス・ドイツによる英国本土侵攻に備えた秘密対独抵抗組織である補助隊(Auxiliary Units)の編成もSOEの任務に含まれていた。
当時、SOEの存在はごく一握りの者しか知らされていなかった。これら少数の人物らはしばしばSOEを「ベイカー街遊撃隊」と通称し、他には「チャーチル秘密軍」(Churchill's Secret Army)や「非紳士的戦争省」(Ministry of Ungentlemanly Warfare)といった俗称でも呼ばれた。保安上の理由から、SOEの各部局は「合同技術委員会」(Joint Technical Board)や「相互勤務調査局」(Inter-Service Research Bureau)といった曖昧な秘匿名称が与えられていたり、場合によっては航空省（空軍省）や海軍本部（海軍省）、戦争省（陸軍省）などの部局に偽装されていた。
SOEは英国の主要な同盟国であったアメリカ合衆国およびソビエト連邦の合意の元、これらの同盟国が特別に定める場合を除き、基本的に枢軸国および被占領国全域での展開が認められており、任務によっては中立国領内で活動する場合もあった。SOEが直接雇用していた構成員は13,000名ほどで、そのうちおよそ3,200名が女性であった。
第二次世界大戦終結後の1946年1月15日、SOEの解散が公的に宣言された。

## 歴史

### 起源
SOEは第二次世界大戦勃発寸前の英国にて設置された3つの秘密部局を統合する形で改めて結成された。1938年3月にナチス・ドイツが行ったオーストリア併合の後、外務省はカナダ人の新聞王として名を知られたキャンベル・スチュアート卿を課長としてEH課(Department EH)と呼ばれるプロパガンダ担当機関を設置する。さらに翌月、秘密情報部（SIS、通称MI6）はサボタージュやプロパガンダなど敵の弱体化を狙う不正規戦の調査を担当する部局として、ローレンス・グランド少佐(Lawrence Grand)を長とするセクションD(Section D)を設置した。秋になると戦争省がゲリラ戦の調査を公的な名目とする部局として、J・C・ホランド少佐(J. C. Holland)を長とするGS (R)を設置した。なお、GS (R)は1939年初頭にMI Rと改称されている。
開戦以前、これらの部局に割かれるリソースは決して十分ではなかった。また3部局とも活動の内容にいくらかの重複があった。セクションD部長グランドとMI R部長ホランドの両少佐は共に陸軍工兵隊の将校で、交流もあったという。彼らは自らの部局の担当区分について話し合い、その結果MI Rは陸軍としての関与が可能な不正規戦に関する活動を、セクションDは完全な秘密活動を担当する事で合意した。
開戦の数カ月後、セクションDはロンドンのメトロポール・ホテル内に拠点を設置した。この時期にセクションDではドナウ川・鉄門渓谷における中立国からドイツへの戦略物資輸送の妨害作戦を計画したものの失敗に終わっている.。MI Rでは対独抵抗組織の指導者向けのハンドブックなどの作成を行っていたほか、独立中隊や補助隊の編成にも関与していた。独立中隊は国防義勇軍の隊員によって構成された敵後背地でのゲリラ戦・サボタージュ活動などを目的とした部隊であり、補助隊は枢軸国の英本土占領とその後の抵抗運動への投入を前提としたレジスタンス組織であった。

### SOEの結成
1940年6月13日、新首相ウィンストン・チャーチルの指示を受けたランカスター公領大臣モーリス・ハンキーは、セクションDとMI Rの活動の範囲に関する調整を行った。7月1日、秘密組織の統合に関する閣僚級会議が開かれる。7月16日、戦時経済相(Minister of Economic Warfare)のヒュー・ダルトンが統合後の新たな組織の政治的責任者に就任し、SOEは7月22日付で正式に発足した。この際、ダルトンはアイルランド独立戦争中のアイルランド共和軍(IRA)を新組織のモデルとして用いたという。またチャーチルはこの組織に「ヨーロッパを燃え上がらせろ」(set Europe ablaze)と命じたという。統合後、グランドとホランドは通常の任務に復帰し、キャンベル・スチュアートは組織を離れた。
MI Rの部局のうち、不正規戦向け装備の開発を担っていたMI R(C)はSOEに統合されず、MD1と改称され独立した組織として存続した。MD1は「チャーチルの玩具屋」(Churchill's Toyshop)と通称された。

### 指揮
SOE部長は、しばしば「CD」のイニシャルで呼ばれた。初代部長フランク・ネルソンはかつてインドの貿易商社で社長を務めたほか、保守党の国会議員やスイスのバーゼル駐在領事を務めた事もある人物であった。1942年2月、戦時経済相がラウンデル・パルマーに交代する。パルマーは病気を理由に退職したネルソンの後任者としてハンブロズ・バンクの頭取チャールズ・ジョセリン・ハンブロを部長に任命した。ハンブロはチャーチルの古くからの親友で、また第一次世界大戦における戦功十字章(MC)の受章者でもあった。パルマーは戦時経済省にてSOEとの連絡を担当していた上級職員グラッドウィン・ジェブも解任し、外務省勤務へ復帰させている。
1943年8月、パルマーとハンブロはSOEはこのまま単独で活動し続けるのか、それとも陸軍に接近して共同を図っていくべきなのかという問題について対立した。ハンブロは自主・自律性の欠如はやがてSOEの活動に大きな問題を引き起こすと考え、単独での活動を主張していた。この対立の結果として部長職を解任されたハンブロは、のちにワシントンD.C.における原材料購入委員会の議長となった。以後、SOE部長は参謀総長委員会にこそ出席しなかったものの帝国参謀総長との関係を深めていくことになる。

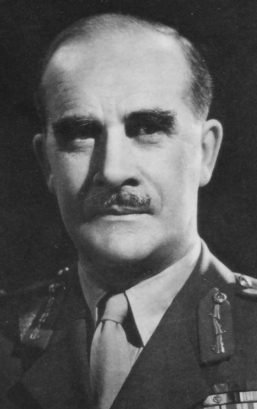
コリン・マクヴェイン・ガビンズ少将。1943年8月よりSOE部長を務めた。

1943年9月、SOE副部長だったコリン・マクヴェイン・ガビンズ少将がハンブロの後任者として部長に就任する。彼は各種特殊作戦の経験が豊富で、初期のMI Rにも参加していた。彼もまたアイルランド独立戦争におけるIRAの活動を評価し、その戦訓をSOEの活動に取り入れていった。

### 組織
SOEの組織構造は、戦争を通じて変化し続けた。当初はプロパガンダ担当のSO1、作戦執行担当のSO2、調査研究担当のSO3の3部局から構成されていた。しかしまもなくSO3は膨大な量の事務作業を処理しきれなくなり、SO2と統合された。1941年8月、戦時経済省と情報省との縄張り争いの末、SO1は政治戦執行部(Political Warfare Executive, PWE)としてSOEから分割された。
最後に残った作戦執行担当部局の下位にはセクション(Section)が設置され、それぞれのセクションは敵国・中立国での活動、エージェントの選抜・訓練など、様々な任務を総合して担当する。通常、1国あたり1つのセクションが割り当てられていたが、政治的立場の異なる複数のレジスタンス組織が展開する占領国などには2つ以上のセクションが割り当てられる事もあった。例えばフランスには常に最低でも6つのセクションが割り当てられていた。
特殊作戦用装備の開発および調達を担当する4つの部局とその他複数の小規模集団も設置されており、これらは科学技術部長(Director of Scientific Research)のダドレー・モーリス・ニューイット教授によって指揮されていた。当初のSOEには中央管理機関が存在せず、財政、保安、経済、研究などの業務はそれぞれのセクションが各自実施した。ガビンズが部長に就任すると、こうした管理が分散した構造の改善が図られ、各業務のうち一部が統合されたほか、各セクションごとの資源や人員、要望などを監督する責任担当官を任命している。
SOE部長の元には次長(Deputy)と参謀長(Chief of Staff)の職が配置され、いずれも陸軍将校から選出された。SOEの管理・制御を担当する組織としては評議会(Council)が設置されており、各部局の長など幹部15名が委員を務めた。委員の半数は軍人で、残りは文官や法律家、実業家、学者などであった。
またロンドンより遠く離れた場所での任務を指揮するため、いくつかの現地司令部も設置された。中東やバルカン半島における作戦はカイロ本部から指揮されたが、内部抗争や他機関との縄張り争いの影響を強く受けていたカイロ本部は保安体制の劣悪さで知られていた。カイロ司令部は1944年4月に特殊作戦部隊（地中海）(Special Operations (Mediterranean), SO(M))と改称された。その後、南イタリアのバリにてフォース133(Force 133)として知られるカイロ本部の支部が設置された。フォース133ではバルカン半島および北イタリアでの作戦を指導した。1942年末にはマシンガム(Massingham)というコードネームで呼ばれた南フランスでの作戦を指導する支部がアルジェに設置された。
1940年末、インド任務部(India Mission)と呼ばれる支局が英領インドに設置され、この支局はまもなくGS I(k)と改称された。連合軍東南アジア司令部の移動にあわせて支局はセイロンに移り、フォース136(Force 136)と改称される。なお、インド任務部設立と同時期にシンガポール任務部(Singapore Mission)も設置されている。シンガポール任務部の目的はマレーにおける抗日抵抗運動を組織・支援することであったが、実行される前に日本軍がシンガポールを突破してしまった。シンガポール任務部の人員はフォース136に引き継がれた。
ニューヨークに設置されていたイギリス安全保障調整局(British Security Coordination)もSOEの秘密部局の1つで、カナダ人実業家のウィリアム・S・スティーブンソンが局長を務めていた。この部局はロックフェラー・センターの五番街630番3603号室に設置されており、英国側情報機関（SOE、SIS、MI5など）とアメリカ側諜報機関（FBI、OSSなど）との調整を担当した。

### 他部局との関係
大戦中盤より、SOEは合同作戦司令部と共同歩調を取ることが多くなり、SOE向けに開発された機材や装備はしばしばコマンドスなど合同作戦司令部指揮下の部隊でも採用された。ルイス・マウントバッテン提督が合同作戦司令部を去る頃にはSOEが独自の輸送力を確保して合同作戦司令部の協力を必要としなくなっていたこともあり、この協力関係は徐々に失われていった。一方、海軍本部はSOEが独自で潜水艇の開発を試みた折に強く反発し、自分らを関与させるように求めていた。また空軍、とりわけ「爆撃屋」ことアーサー・ハリス卿が率いていた爆撃軍団では、SOEに航空機が割り当てられる事に対する反発が大きかった。
外務省との関係も劣悪だった。SOEは外務省への通告を行わないまま政府要人の亡命工作などの作戦を展開していたが、外務省ではこれが枢軸軍による民間人への報復を招いているとして何度も抗議を行った。それにもかかわらず、SOEでは「外務省の許可なく行動は起こさない」という原則を遵守していると主張していた。外務省配下の諜報機関であるSISとの衝突も多かった。SISは情報収集や影響力のある人物との接触など比較的「穏やか」な諜報活動を主としていたが、SOEは共産主義者など現地の反政府運動を支援して不安定を作り出す事を目的とした活動を主としていた。その為、SISが占領下フランスに対するSOEエージェントの潜入を積極的に阻止していた時期すらあった。
大戦末期、連合軍による枢軸軍占領地解放が進むと、SOEとSOEに率いられた現地抵抗運動は連合軍の戦線司令部と協働し始めた。北西ヨーロッパに設置されていた連合国遠征軍最高司令部(Supreme Headquarters Allied Expeditionary Force, SHAEF)や東南アジア司令部(South East Asia Command)との協働が特に知られている。

### 解散
大戦末期、戦時経済相パルマーはSOEの維持または後継組織の設置を強く訴え、「ロシアの脅威」(Russian menace)と「中東にくすぶる火山」(the smouldering volcanoes of the Middle East)への対処にSOEが有用であろうと主張していた。これを受けて当時の外務相アンソニー・イーデンはSOEまたは後継組織がSISと同様に外務省の指揮下に置かれるべきだと主張した。パルマーはこれに反対し、「外務省にSOEを預けるというのは、女子修道院長に売春宿を任せるようなものだ」(To have SOE run by the Foreign Office would be like inviting an abbess to supervise a brothel.)と言い放った。SOEの設置を命じた首相チャーチルは1945年の総選挙の末に退任しており、判断は労働党出身の新首相クレメント・アトリーの手に委ねられた。パルマーはアトリーにSOEが依然として世界規模の通信網と協力者を保有している旨を報告したが、アトリーは「イギリスのコミンテルン」(British Comintern)に望むものはないと語り、48時間以内に全てのネットワークを閉鎖するように命じたのである。1946年1月15日、SOEの公的な解散が宣言された。SOE職員らは省庁や企業、あるいは軍部隊など、SOE配置前の勤務に戻されたが、280名の職員のみMI6の特殊作戦部門(Special Operations Branch)へ移った。彼らは現場のエージェントとしても活動したが、MI6ではSOE出身の訓練要員や研究要員のほうに興味を抱いていた。コードネームCことMI6部長スチュワート・メンジーズはこうした下位部局の存在は任務に支障を及ぼすと判断してMI6本体への統合を行わせている。

## 所在地
SOEは訓練、研究、指揮などの用途のために多数の施設を保有していた。多くは接収されたカントリー・ハウスなどの不動産を転用していた為、「SOEとは『英国のステイトリー・ホーム』(Stately 'omes of England)の略称だ」という冗談も生まれた。
ロンドン中央部に設置された仮本部を経て、1940年10月31日よりベイカー街64番地にSOE本部が設置されている。SOEが存在した期間、ベイカー街西側の建物の大多数はSOEによって何らかの施設として使用されていた。
武器装備および特殊機材の研究開発はザ・ファース(The Firs)の通称で知られるMD1本部（バッキンガムシャー・アリスバーリー近く）やステーションIX（ウェリン・ガーデン・シティ郊外）で行われた。ステーションIXは接収されたホテル内に設置されており、相互勤務調査局(Inter-Service Research Bureau, ISRB)の秘匿名称で呼ばれていた。ステーションXII（ハートフォードシャー・スティーブニッジ近く）も元々は研究開発を担当する部局だったが、後に製造および保管を主な役割とするようになった。
ステーションXV（ボアハムウッド近く）はザッチド・バーンというホテル内に設置されていた。ステーションXVでは偽装に関する装備の研究および開発が行われており、エージェントを潜入地の住民に紛れ込ませる為の衣類の調達なども担当していた。ステーションXIV（エセックス・ロイドン）やロンドン市内にあったいくつかの支局では身分証や公文書の偽造を担当していた。ステーションXVを始めとする偽装担当部局では武器の隠匿方法に関する研究や、何らかの一見して無害な品物に偽装した銃器、爆発物、無線機などの開発も行っていた。
SOEの初等訓練センターはギルフォードのワンボロー・マナーのようなカントリー・ハウス内に設けられた。現地活動を担当するエージェントはスコットランド・アリセグの訓練センターでコマンド活動に関する訓練を施された。ここで白兵戦訓練の教官を務めたのはウィリアム・E・フェアバーンとエリック・A・サイクスで、彼らは共に上海共同租界警察(SMP)の警部補(Inspector)だった。アリセグでの訓練を受けた後、エージェントらはハンプシャー・ボーリュにあるグループBと呼ばれる教育施設で保安およびスパイ技術に関する教育を施された。その後は爆発物の取り扱いやモールス信号といった特殊技術をイングランド各地のカントリー・ハウスに設置された訓練センターで学び、さらに任務上必要であればチェシャー・オルトリンガムにあった空軍落下傘訓練学校での降下訓練も行われた。
後にアリセグの訓練センターと同等のコマンド活動訓練施設がオシャワに設置され、カナダ人SOE職員やアメリカの戦略情報局(OSS)局員などがここで訓練を受けた。この施設もフェアバーンらSOE職員によって運営された。

## エージェント
SOEでは軍人だけではなく通常の公務員や民間企業職員など、様々な人員が雇用されていた。例えばFセクション(F Section)に所属したエージェントには、ノーア・イナヤット・カーンのようなインドの王族から労働者階級の人物、さらには暗黒街で名を馳せた犯罪者まで含まれていた。
多くの場合、エージェントには潜入国の文化や言語に対する十分な知識と能力を備えている事が期待されたほか、多重国籍者は非常に重用された。こうした要素は完全な占領下に置かれているフランスなどへの潜入において特に重視された。一方でバルカン地域などでは既に一定規模の公然とした抵抗運動が行われていた為に身分秘匿が比較的重視されず、対仏作戦ほどに高い能力は求められなかった。また潜入国で重大な決断を下す場面も多いことから、SOEにおいて外交に関する知識・技能は兵役経験より重視されていた。正規軍出身の将校でも元外交官のフィッツロイ・マクレーンや古典学者のクリストファー・ウッドハウスなど一部のものは外交官たる技能を発揮していたが、使節たる役割を果たした職員の多くは戦時中に臨時配置されていた現職外交官らであった。
脱走兵など被占領国出身の元軍人もエージェントの有力な候補であった。ノルウェー人やオランダ人のエージェントは多くが占領下を逃れてきた元軍人であった。フランスにおける自由フランスとシャルル・ド・ゴール将軍のような亡命政府およびその指導者に忠誠を誓っている被占領国出身の将兵がエージェントとしてSOEに協力することもあったが、一方でこうした将兵の中にはイギリスに対する不信から非協力的な態度を取る者もいた。
SOEはその活動方針の1つとして、枢軸国との戦いの中で必要であるならば全ての現代社会的慣例等を無視することと定めていた。その為、例えば同性愛者や犯罪者（何人かはピッキング技術の教官を務めた）、不良軍人、共産主義者、反英的民族主義者なども雇用されていた。こうした人材の採用には保安上のリスクもいくらか心配されていたものの、実際にSOEエージェントが本当に敵方へ寝返った事例はこれまでのところ知られていない。ただし、フランス出身のエージェントであるアンリ・デリクールのように、不審な行動を行いながらもそれが作戦上必要な行動であったかどうかが明らかではないままのエージェントは少なくない。
SOEでは女性も盛んに採用されていた。当初、女性職員は連絡員(courier)や通信技師、あるいは本国の事務職員としての配属が想定されていたが、各種武器装備および白兵戦の訓練を受けて作戦地域に派遣される者が徐々に増えていった。彼女らの多くは応急看護隊(First Aid Nursing Yeomanry, FANY)や婦人補助空軍(Women's Auxiliary Air Force, WAAF)に身分を置いていた。女性エージェントの中にはパール・ウィザーリントンのように抵抗運動の指導者となった者もおり、オデット・ハローズやヴィオレット・サボーのように勲章を受けた者もいる。SOEに所属した女性エージェント55名のうち、13名が戦死または逮捕後に強制収容所で死亡した。

## 通信・連絡手段

### 無線機

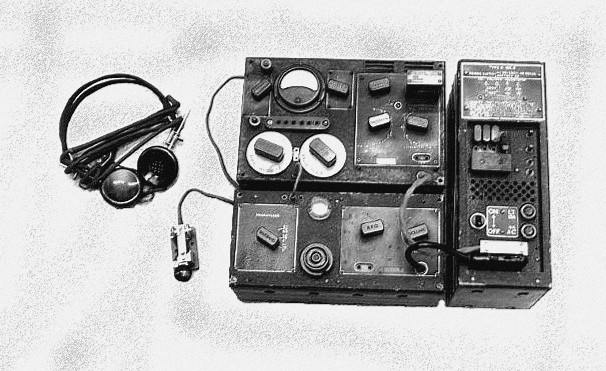
3 MK II型通信機の送信機および受信機。B2ラジオセットとも呼ばれる。

現地抵抗運動とSOEの通信は主に無線を介して行われた。SOEが協働していた抵抗運動には少なくとも1名の無線技士が派遣されており、初期潜入などの特別な場合を除けばエージェントらの上陸および降下はこの無線技士によって誘導されていた。
当初、SOEの無線通信はSIS管理下にあるブレッチリー・パークの通信基地を介して行われていた。1942年6月1日よりバッキンガムシャーのグレンドン・アンダーウッドとパウンドンにSOE独自の通信基地が設置され、以後はここを介して通信が行われた。これらの通信基地はベイカー街のSOE本部とテレタイプで接続されていた。バルカン地域での作戦の際にはカイロにも通信基地が設置されている。
また、無線機自体も当初はSISによって調達されていた。この無線機は非常に大きくて使い勝手が悪く、また起動には大きな電力が必要だった。SOEでは亡命ポーランド人らからいくつかのより使い勝手の良い小型無線機を入手し、後にはこれを原型としてパラセットなど独自の小型無線機を開発することとなる。A Mk III型として知られるモデルの重量は電池や付属品を含めても9ポンド (4.1 kg)程度で、アタッシュケースに収めることもできた。これよりも大型で通信距離を500マイル (800 km)程度まで拡大した3 Mk II型あるいはB2型として知られるモデルの重量は32ポンド (15 kg)程度だった。
作戦地域の無線技師らは固定周波数を用いて定刻に一定間隔の送信を行うという通信手段を取っていたが、ドイツ側の三角測量で発信地が露呈するケースが増え始めると、この手順はより複雑化された。
暗号表も当初はSISから受け継がれていた。SOEの主任暗号技師レオ・マークスは、既に脆弱性が露呈していたポエム・コード（詩の一部をコードとして使用する手法）の改善を試みた。最終的にSOEでは作戦ごとに使い切りの暗号を設定する事になり、また暗号表は紙よりも、衣類の中に隠し易い絹の布地に印字されたものが使われた。

### 英国放送協会(BBC)
英国放送協会(BBC)もまた、SOEの通信に協力していた。戦時中、枢軸国占領地ではそれがしばしば逮捕の要件にされていたにもかかわらず、BBCは広く聴取されていた。BBCは番組の中に「個人的なおたより」というコーナーを作り、詩の一部や無意味な単語などを放送していたが、これらはレジスタンス運動の活動家や潜伏中のエージェントに対する指示や連絡の為の暗号放送であった（ノルマンディー上陸作戦の際、ヴェルレーヌの詩「秋の歌」の一節が“連合軍の反攻が始まる。準備せよ”の合図としてフランスに向けて放送された事はよく知られている）。

### その他
作戦地域内の連絡手段としては、時に郵便が使われる事があった。ただし、速やかな報告は行えず、伝達の確実性も低く、確実に検閲を受けることが予想されていた為、広くは用いられなかった。エージェントらはありあわせの道具で不可視インクを製造する訓練を受けており、手紙の文面はしばしば日常的なものに偽装されていた。電話は盗聴の可能性が非常に高かった事からより危険な連絡手段と見なされ、ごく限られた場合にのみ細心の注意をもって使用された。
一方、通信員派遣（伝令）は最も安全な連絡手段と考えられていた。戦争初期には、男性よりも身分が疑われにくかった女性がこうした役割を果たす事が多かった。

## 装備

### 武器
SOEではステーションIXで開発されたデ・リーズル カービンやウェルロッド・ピストルのような消音火器を採用していた。その一方、抵抗運動に供給する火器については短期間の訓練で使いこなせ、なおかつ頻繁な整備を必要としないものが好ましいとされ、この用途にはステン短機関銃が投入される事が多かった。またユーゴスラビア・パルチザンなど規模の大きな抵抗運動に対しては、チュニジア戦線やシチリア戦線の戦い、あるいはイタリアの降伏の折に鹵獲されたドイツ製やイタリア製の火器も供給されていた。
隠匿が難しく運用にも熟練が必要とされる重火器については抵抗運動にとっては逆に重荷になると考えられた為、SOEでは迫撃砲や対戦車砲といった重火器の提供はほとんど行わなかった。ただし、例えばマキ・デュ・ヴェルコールの蜂起など、戦争末期の大規模な蜂起の折には重火器の提供も行われたケースもある。
多くのSOEエージェントは、敵地へ派遣される前に鹵獲火器の訓練を受けていた。海外製の拳銃が支給されることも多く、1941年頃には各種のアメリカ製拳銃が広く使用され、1944年頃にはスペインのリャマ・ガビロンド製.38口径拳銃が大量に使用されていた。またアメリカを仲介者としてアルゼンチン製バジェステル＝モリナ拳銃を8,000丁購入したという記録もある。
ブリティッシュ・コマンドスと同様、SOEエージェントにもフェアバーン・サイクス戦闘ナイフが標準的に支給されていた。これは特殊作戦向けに開発された小型のナイフで、靴の踵やコートの裏などに隠しておくことができた。ゲシュタポに逮捕された場合を想定し、SOEエージェントらはコートのボタンなどに偽装した自殺用の毒薬なども携行していた。

### サボタージュ

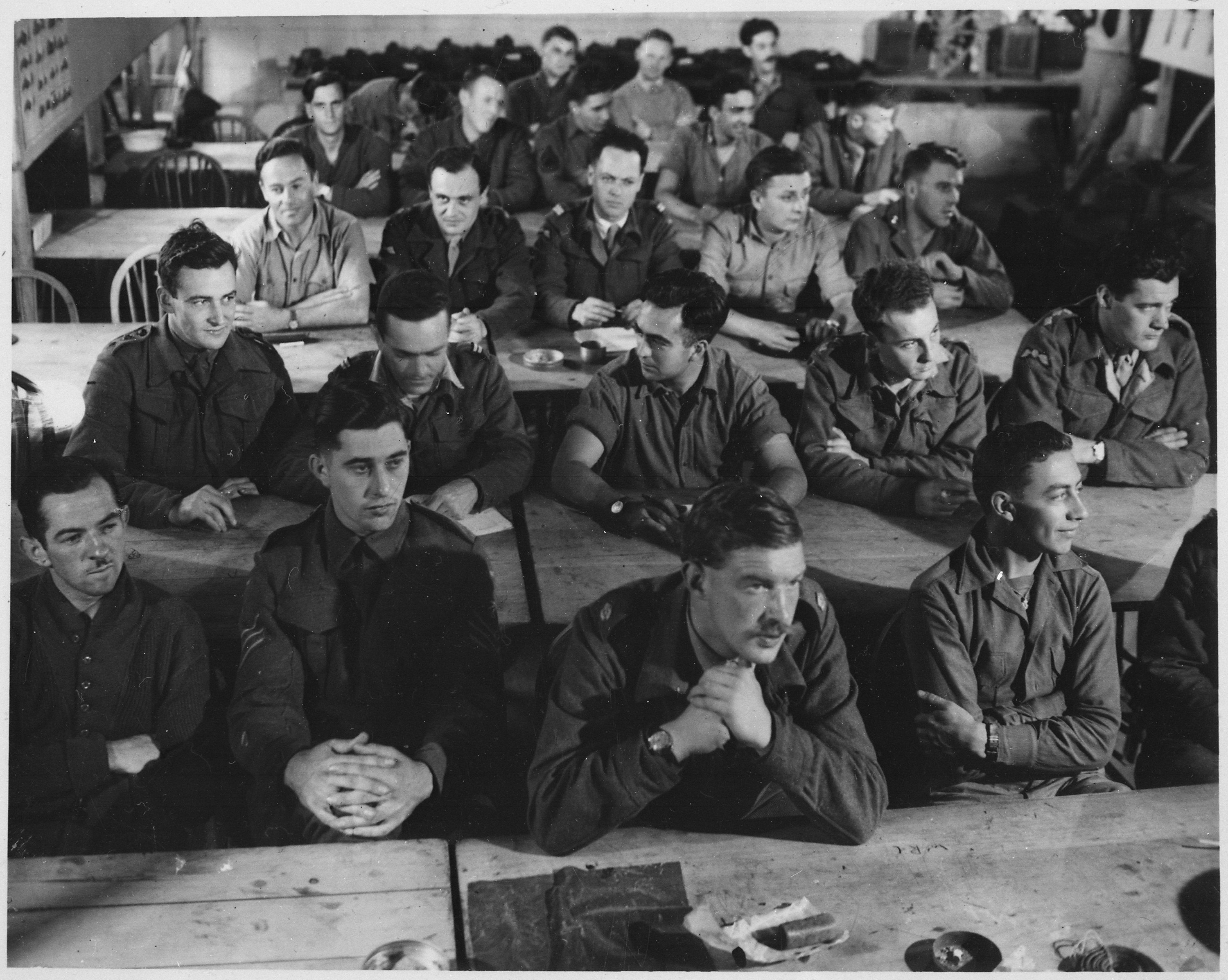
爆破工作に関する講習の様子。（1944年頃、ミルトン・ホール）

SOEではサボタージュ工作に投入するべく、リムペットマインや成型炸薬、時限爆弾など、多種多様な爆発物を開発した。これらはコマンドスでも利用された。プラスチック爆弾の研究も盛んに行われた。アメリカではかつてプラスチック爆弾の呼称としてフランス語のPlastiqueを用いていたが、これはSOEがフランスへの投下を前提として製造したパッケージをそのままアメリカにも提供していたことに由来する。プラスチック爆弾は作戦用途に応じた成形が非常に簡単で、また爆破には強力な起爆装置が必須であった為に保管・運搬時の安全性も高かった。車爆弾から鼠爆弾まで、SOEが投入したほとんどの特殊工作用爆弾には成形されたプラスチック爆弾が用いられていた。
その他のサボタージュ用機材として、研磨剤を混入した潤滑剤や偽装焼夷弾、牛や象の糞に偽装した地雷なども用いられたほか、機関車を破壊する為に石炭堆積場に爆発物を混入するなどの活動も行われた。あるいは大型ハンマーを用いて工業機械用の鋳型を破壊するなど、より単純な機材によるサボタージュもあった。

### 潜水艦
ステーションIXでは、何種類かの小型潜水艇を設計している。ウェルマン潜水艦やスリーピング・ビューティーは、敵艦に接近して爆薬を設置する為の攻撃用装備であった。ウェルマン潜水艦は2度実戦に投入されたが、その結果は共に成功とは言い難いものだった。ウェルフライターと呼ばれる潜水艇は海岸などへの物資輸送を想定していたが、やはり成功例とは見なされていない。
こうした舟艇の海上公試はウェストウェールズのグッドウィックにて、ステーションIXa（通称フィッシュガード）が実施した。1944年末には在オーストラリアの連合情報局部局(SRD)にこれらの舟艇が引き渡され、熱帯地域における運用試験が行われている。

### その他
上記のような最新鋭の特殊機材のほか、SOEではいくらか前時代的な装備も使用されていた。例えばカルトロップ（西洋式の撒菱）は自動車のタイヤを破壊したり、あるいは人間を足止めする為に使用され、焼夷弾頭付の矢を発射する為にクロスボウが用いられることもあった。
その他、ペン型爆弾やパイプたばこ型拳銃などの特殊機材も開発されたが、これらが作戦に投入されたという記録は残っていない。

## 輸送手段
当時、作戦地域であるヨーロッパの大部分では通常の手段での入国が厳しく制限されていた。スペインやスウェーデンのような中立国を経由して作戦地域への潜入を図ることもあったが、これは時間がかかり、また当該国の中立性を侵害するという問題もはらんでいた。その為、エージェントや機材の運搬にはSOE所属の航空機および船舶を使用した。

### 航空機
SOEは設立当初からイギリス空軍との衝突に悩まされていた。1941年1月、SOEはヴァンヌ近郊に駐屯するドイツ空軍の先導機部隊である第100爆撃航空団への襲撃を目的とした空挺作戦「サバンナ作戦」を立案したが、これは空軍参謀長チャールズ・ポータル将軍の「道徳的な理由」に基づく反対によって中止に追い込まれた。後にポータルの異議は却下されサバンナ作戦は実行に移されたものの失敗に終わった。また、爆撃軍団司令アーサー・ハリス元帥も、ドイツの都市を破壊する以外の目的に爆撃機を使用することについて強く反発していた。こうした空軍高級将校らの反発の末、1942年4月にはテンプスフォード空軍基地を拠点とする第138飛行隊および第161飛行隊がSOE直属の航空部隊として運用される事が決定した。
これらの航空隊ではライサンダー連絡機などが使用された。ライサンダーは低速な小型機ではあったが、不整地かつ400ヤード (370 m)以下の滑走路長での離着陸が可能であった。ライサンダーを用いて101人のエージェントがヨーロッパに潜入し、また128人のエージェントがヨーロッパから脱出している。より大型のハドソン輸送機も使用されたが、ハドソンは滑走路長がライサンダーの倍以上も必要であったという。
エージェントを落下傘降下させる時、SOEではしばしばホイットレイ、ハリファックス、スターリングなどの爆撃機を使用した。このうちスターリングが最大の積載量を、ハリファックスが最大の航続距離をもっていた。後にはアメリカ製のC-47輸送機も投入され、主にバルカン半島方面でパルチザン勢力が確保した飛行場への輸送に用いられた。
通常、装備や機材は円筒形のコンテナに収納した上でパラシュート投下された。C型コンテナの長さは69インチ (180 cm)で最大積載量は224ポンド (102 kg)であった。H型コンテナはほとんど同じサイズだが内部に仕切りがあった。一方、毛布やブーツなどはロープで束ねてパラシュートを付けずそのまま投下された。
ステーションIXではパラシュート投下を前提とした折りたたみ式オートバイ、ウェルバイクを開発している。ウェルバイクはエンジン音が非常にうるさかった上、荒れた地面の上ではほとんど使い物にならなかったという。

#### 誘導機材について
こうした航空機を運用するにあたり、SOEでは航空機を滑走路や投下地点に誘導する為の機材を何種類か開発している。当初、航空機の誘導は地上のエージェントが灯す自転車のランプや焚き火、および何らかの目印となるランドマークなどを用いて成されていた。しかし、こうした誘導手段を用いるには十分な視界が必要であり、悪天候によって阻害されることも多かった。この問題を受け、SOEと連合軍空挺部隊ではレベッカ/エウレカ応答式レーダーとして知られる誘導装置を開発・導入したのである。この装置は悪天候化でも正確な誘導を行う事が可能だったが、大型で持ち運びや隠匿は難しかった。Sフォンとして知られる通信機も開発された。これにより地上のエージェントと航空機の間である程度の通話が可能となった。

### 海上
SOEはイギリス海軍との関係も良好とは言えなかった。海軍は輸送手段としての潜水艦や高速魚雷艇を始め、SOEに対する各種機材の貸与に非常に消極的だった。海軍側にとって、潜水艦は敵勢力下の沿岸部に展開させるにはあまりに貴重な戦力であり、また高速魚雷艇は秘密任務に投入するには騒々しい装備だと見なされていた。その為、SOEでは多数の漁船やカイークなどを秘密任務に転用し、最終的には非常に大規模な船団を有することとなった。

## 作戦

### フランス
フランスにおける作戦は、ロンドンに拠点を設置する2つのセクションが主に担当した。すなわちイギリス側が管轄するFセクションと、自由フランス側が管轄するRFセクションである。フランス出身のエージェントは大半がRFセクションに所属していた。そのほか、在仏ポーランド人コミュニティに関する活動を担当するEU/Pセクション、エージェントの脱出経路策定を担当するDFセクションもフランスへの展開に関与した。1942年後半にはAMFと呼ばれる部局がアルジェにて新設されている。AMFは南仏での活動を担当した。

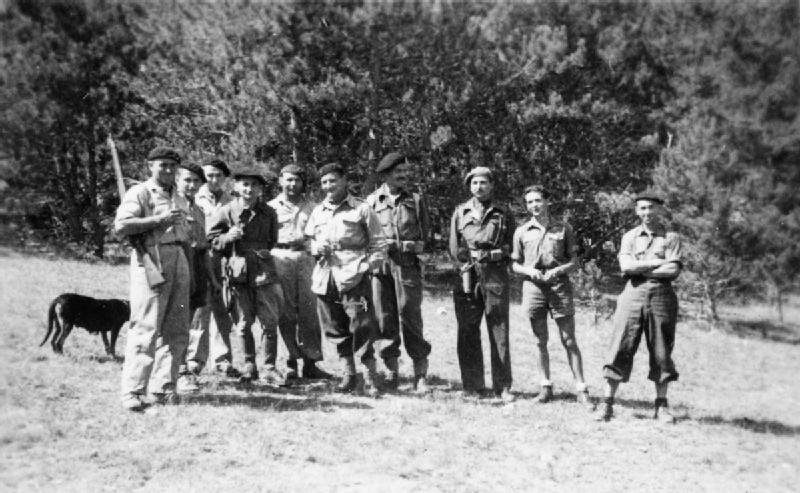
マキ・レジスタンスの闘士。右から3人目と4人目の人物は、ジョン ローパーとロバート パービス。２人目はクリスティン グランビルことクリスティナ スカルベックと思われる人物。 SOEエージェントである。（1944年8月）

1941年5月5日、フランス出身のジョルジュ・ビギーが、ドイツ占領下のフランスに降下した最初のSOEエージェントとなる。彼は通信拠点を確保し、後続部隊の降下に備えた。ビギーが降下した1941年5月から1944年8月までの間に、Fセクションから400人以上のエージェントがフランスへ送り込まれた。RFセクションからもほぼ同数が送り込まれ、AMFからは600人以上（SOE職員以外も含む）が送り込まれた。EU/PセクションおよびDFセクションからはそれぞれ数十人程度が送り込まれた。
前述のとおり、SOEには多くの女性職員が所属していた。Fセクションでは39人の女性エージェントをフランスへと派遣し、そのうち13人が未帰還となった。1991年5月6日、ビギーによる潜入から50周年を記念してアンドル県・ヴァランセにてヴァランセSOE記念碑が設置された。この記念碑にはフランス解放の為に殉職したSOE職員104人（男性91人、女性13人）の名前が記されている。
1944年6月の「Dデイ」（ノルマンディー上陸作戦決行日）に先立ち、SOEを含む連合国諸諜報機関によりジェドバラ作戦が実行された。同作戦はフランス各地にてレジスタンス組織に大規模な支援を行うことを想定しており、SOEエージェントは3人が投入された。ジェドバラ作戦においては最終的に100人の要員と6,000トンもの軍需物資が投下された（同年中の同作戦以前の累計投下量4,000トンを上回る）。またこれと同時に、EU/Pセクションを除く全ての対仏活動セクションは名目的にフランス国内軍参謀本部(État-major des Forces Françaises de l'Intérieur, EMFFI)の指揮下に入った。

### ポーランド
ポーランドではSOEが関与せずとも対独抵抗運動が盛んで、占領当初からポーランド地下国に指導される国内軍なる組織がその主力を担っていた。それにもかかわらず、多くのポーランド人がSOEに参加し、またSOEもポーランドの抵抗運動に対する大規模な支援を行った。SOEではポーランド亡命政府による特殊部隊チホチェムニ（Cichociemni、ポーランド語で「闇と沈黙」の意）の訓練指導を支援した。同部隊はエセックスのオードリー・エンド・ハウスを拠点として、ポーランドへの落下傘降下に備えた訓練を積んだ。モストIII作戦と呼ばれる特殊作戦では、長距離飛行用に改造された航空機が使用された。この作戦に参加したSOE職員の1人、スー・ライダーは後にワルシャワ・ライダー女男爵(Baroness Ryder of Warsaw)なる称号を送られている。
SOE創設メンバーの1人でもあったSIS職員クリスティーネ・グラヴィル(Christine Granville)こと本名クリスチナ・スカーベックは、中央ヨーロッパにおけるポーランド人スパイ網の確立に尽力した。彼女はポーランド、エジプト、ハンガリー、フランスなどで作戦を展開する折、しばしば安全な国際連絡手段として現地の反独ポーランド人コミュニティを利用した。非公式要員(Non-official cover)のエルジュビェタ・ザヴァツカやヤン・ノヴァク＝イェジォランスキはジブラルタルから占領下ヨーロッパへの連絡経路を確保した。マチェイ・カレンキェヴィチャはポーランドに降下したものの、ソ連邦によって殺害されている。またフォックスレイ作戦にもポーランド人エージェントが参加する予定だった。
SOEとポーランド国内軍の協力の結果、1942年6月にはホロコーストに関する最初の情報がロンドンへともたらされている。国内軍幹部ヴィトルト・ピレツキはSOEとの共同によるアウシュヴィッツ収容所解放作戦を立案したが、イギリス側はこの作戦を達成不可能なものとして却下している。実際に行われた共同活動ではV2ロケット、東部戦線の独軍戦力配置、ソ連邦によるポーランド市民の弾圧などに関する情報が入手されている。
ワルシャワ蜂起の折にはイギリス空軍所属の特殊任務戦闘隊(Special Duties Flights)が支援の為に派遣された。しかし付近に展開していた赤軍は協力を拒み、ワルシャワ近郊に位置する赤軍の飛行場は特殊任務戦闘隊が修理の為に着陸許可を求めてもこれを認めなかった。さらに赤軍側の航空機に攻撃を受けることもあったという。最終的に、反乱軍は200,000人以上の戦死者を出して敗北した。

### ドイツ
あまりに危険であり、また協力者が不足していたこともあり、ドイツ本国での作戦はごく小数に留まった。SOEにおけるオーストリアおよびドイツ担当の部局は、戦時中のほとんどの期間ロナルド・ソーンレイ中佐(Ronald Thornley)が指揮を取り、PWEの対独活動部門と共にデマの流布や行政上のサボタージュなどを実施した。「Dデイ」後、この部局は再編拡張を経てジェラルド・テンプラー少将を指揮官に迎え、ソーンリーはテンプラーの補佐官となった。アドルフ・ヒトラー暗殺を目的としたフォックスレイ作戦、ドイツ国内における大規模な反ナチ抵抗運動の存在をドイツ当局に信じこませることを目的としたペリウィッグ作戦（Operation Periwig、「かつら」作戦）など、大規模な作戦も立案された。フォックスレイ作戦は実行されなかったが、ペリウィッグ作戦はSISやSHAEFの反対にもかかわらず実行に移された。この作戦の元、数人のドイツ人捕虜がSOEエージェントとしての訓練を施され、彼らには反ナチ抵抗運動に接触して破壊活動に従事せよという偽の指令が与えられた。SOEではドイツ人らが降下の後、自主的に投降するかゲシュタポに逮捕されるなどして捕われ、与えられた偽の指令をドイツ側に漏らすことを期待していた。この際、暗号表や通信機といったエージェントの機材もあえてドイツ側に入手させ、この偽の暗号表に従った偽の暗号放送も行われた。

### オランダ
セクションN(Section N)はオランダでの活動を担当したが、彼らはSOE史上最大とされる失態を演じた。「イギリスのゲーム」(Englandspiel)と呼ばれるドイツ側の防諜作戦が展開された折、セクションNに所属する多くのSOEエージェントとサボタージュ機材が鹵獲されたのである。この失態はSOE主任暗号技師レオ・マークスが指摘した暗号安全性および傍受の可能性に関する警告を無視し続けた結果であった。最終的に50人のエージェントが捕虜となり、オランダ南部のハーレン収容所(Camp Haaren)に送られた。
捕虜のうち5名は脱走に成功した。そのうちピーター・ドーレイン(Pieter Dourlein)とベン・ウビング(Ben Ubbink)の2人は1943年8月29日に脱走し、スイスへと向かった。スイスのオランダ大使館は彼らを保護し、さらにイギリスに対してオランダにおけるSOEの情報が漏洩している旨を警告した。その後、SOEでは諜報網を再編し、終戦までオランダでの活動を続けた。

### ベルギー
セクションT(Section T)ではベルギーにいくつかの活動ネットワークを構築しており、そのうち1つはエドウィン・ハーディ・アミーズ中佐が率いていた。アミーズの本職はファッションデザイナーで、符号としてファッションアクセサリーの名前を使用していた。彼の指揮下のエージェントには特に冷酷かつ残忍な者が多いと言われていた。ノルマンディーへの侵攻の折、イギリス軍によるベルギー解放は1週間以内に達成された為、レジスタンスによる活動も短期間に留まった。レジスタンスらはイギリス軍の後方援護とドイツ軍守備隊への襲撃を行い、アントワープの確保に向けて協力した。
ブリュッセル解放後、アミーズは解放直後のベルギーにて雑誌『ヴォーグ』向けの撮影を行い、上司を激怒させたという。1946年、彼はベルギー政府から王冠勲章騎士級を授与されている。

### イタリア
イタリアは敵国であると共に十分に統率されたファシスト国家であった為、SOEはイタリア国内に有力な抵抗運動をほとんど構築することができなかった。1943年半ば、連合軍がシシリーを占領してベニート・ムッソリーニが失脚した後になってから、SOEはイタリアに対するいくらかの活動を行った。1941年4月、コードネームヤック(Yak)ことピーター・フレミングは、西部砂漠戦線にて捕らえられた何千人ものイタリア人捕虜からエージェント候補を募集したが、成果は上がらなかった。アメリカ、イギリス、カナダなどのイタリア系移民からの募集も試みられたが、これも失敗に終わっている。
大戦初期のサルデーニャ島蜂起におけるSOEの関与はSOEとイタリア反ファシズム勢力の間に起こった重要なエピソードの1つだが、この活動は外務省の承認を受けぬまま実行された作戦の1つだった。
ムッソリーニ政権の崩壊後、SOEは北イタリアおよびアルプス方面の各都市にて大規模な抵抗運動の組織を行った。イタリー・パルチザンは1944年の秋から冬にかけてドイツ国防軍部隊へのハラスメント攻撃を繰り返し、イタリアでの1945年春季攻勢の折にはジェノヴァの占領に成功している。SOEではイタリアの抵抗運動を支援すると共に様々な任務を与え、パルチザンの組織化を進めていった。物資の供給は左右どちらの政治的派閥に対しても公平に行われた。
1943年末、SOEは南イタリアのバーリにカイロ本部の支部を設置し、ここからバルカン半島での活動を指揮した。バーリの組織はフォース133(Force 133)と通称されていたが、後に作戦上の理由からフォース266と改称されている。カイロ本部が管轄するブリンディジの飛行場はバルカン半島およびポーランドへ向かう航空機の拠点となり、一時はSOE部長ガビンズが直々に指揮を取った。SOEはブリンディジ飛行場の近くに100人以上の作業員が働く大規模なパラシュート投下用コンテナの梱包場を設けていた。この梱包場はME 54という名称で、OSS局員からはパラダイス・キャンプ(Paradise Camp)と通称されていた。

### ユーゴスラビア
1941年のユーゴスラビア侵攻により、ユーゴスラビア王国は事実上崩壊した。クロアチアではウスタシャのような親枢軸派が勢力を拡大したが、その他の地域では2つの主要な対独抵抗運動、すなわちドラジャ・ミハイロヴィッチ率いる王党派のチェトニックとヨシップ・ブロズ・チトー率いる共産派のパルチザンが活動を開始した。
最初に連合国側との連絡を試みたのはミハイロヴィッチで、SOEでは1941年9月20日に連絡員として"マルコ"・ハドソン少佐（"Marko" Hudson)を派遣している。ハドソン少佐はまた、チトーのパルチザンに対しても協力を図っていた。当初、SOEでは英国に亡命していた王党派政府に従ってチェトニックを支援していた。しかし戦争が進むにつれてチェトニックが決して有力な組織ではないばかりか、一部が枢軸側に協力さえしていることが明らかになり、1943年のテヘラン会談までにSOEは支援対象をパルチザンへと転換している。
第二次世界大戦から戦後までを通じて、ユーゴスラビア側と連合国側の関係は複雑なものであり続けた。

### ハンガリー
ハンガリー王国の摂政ホルティ・ミクローシュが枢軸国への参加を表明した時点で、SOEはハンガリー国内にほとんど連絡網を確立できていなかった。これに加えて距離的に離れていたこともありSOEはほとんど活動を行えなかった。ハンガリーから外交官ラースロー・ベレス(László Veress)が密使として連合国側に送り込まれた折、SOEは彼に無線機を渡した上で帰国させたものの、まもなくハンガリー全土がドイツ国防軍に制圧され（マルガレーテ作戦）、ベレスも国外逃亡を余儀なくされた。
1942年末よりエージェントのバジル・ダビッドソンがユーゴスラビア北東部からハンガリーへ潜入し、パルチザン運動の支援を行った。

### ギリシャ
ギリシャ王国は数ヶ月の抵抗を経て枢軸国軍に占領された。SISなど他の諜報機関やトルコ政府からの反発があったものの、SOEはクレタ島などで抵抗運動組織との接触を維持し続けた。ギリシャ国内に潜入した元タバコ密売業者のエージェント、コードネーム・オデッセウス(Odysseus)は抵抗運動との接触を試みたが、抵抗運動の多くはカイロ亡命政権に協力する意志を見せなかったという。
1942年末、陸軍の要求を受けて、SOEはハーリング作戦を実行した。この作戦はアフリカ装甲軍への資源輸送に利用されていたギリシャ国内の鉄道を爆破することを主目的としており、ギリシャ国内におけるSOEによる最初の作戦であった。作戦の指揮官エディ・マイヤーズ大佐はクリストファー・ウッドハウスと共にギリシャへ落下傘で降下し、山岳地にて2つの主要な抵抗運動、すなわち共産派のギリシャ人民解放軍(ELAS)と共和派の国民共和ギリシャ連盟(EDES)との接触を確保した。1942年11月25日、マイヤーズの部隊はゴロゴポタモスにて鉄道高架橋の一部を攻撃、イタリア軍守備隊を駆逐してこれを破壊した。この作戦には主要2組織から派遣されたギリシャ人およそ150人が参加しており、これによりテッサロニキからアテネおよびピレウスを結ぶ鉄道網が切断された。
全体で見れば、ギリシャの抵抗運動組織とイギリスとの関係は良好とは言い難いものであった。ハスキー作戦に備えた欺瞞作戦の一環として再び鉄道破壊計画をイギリス側が持ちかけた時、枢軸側の報復により民間人が処刑されることを恐れた抵抗運動ではこれを拒否している。1943年6月21日、彼らの代わりにイギリスおよびニュージーランド軍から派遣された要員6名がアズポスにて鉄道高架破壊を実行した。
EDESはSOEから大量の装備・物資を投下されていたが、一方のELASはイタリア崩壊と在ギリシャ伊軍解体の折に鹵獲されたものを大量に確保して使用していた。1943年にSOEの仲介でプラカ合意(Plaka agreement)という休戦協定が結ばれるまで、ELASとEDESは事実上の内戦状態にあった。
その後、激しい市街戦を経てイギリス陸軍およびELASの部隊はアテネおよびプラカを占領し、アテネ大司教ダマスキノスによる暫定政権が設置された。SOEがギリシャ国内で実施した最後の活動は、ケルキラ島にて武装解除され、ELASによって処刑されようとしていた100人以上のEDES兵の脱走の支援であった。

#### クレタ島
クレタ島はクレタ島の戦いの後にドイツ国防軍の占領下に置かれていたが、以後も複数の抵抗運動や連合軍の残置工作員が活動していた。クレタ島で活動したSOEエージェントとしてはパトリック・リー・ファーマー、ウィリアム・スタンリー・モス、トーマス・ドゥンバビン、ザン・フィールディングなどが知られる。また、独陸軍ハインリヒ・クライペ将軍の誘拐（クライペ将軍誘拐作戦）やダマスタ・サボタージュへの援護などが主な活動として知られる。

### アルバニア
アルバニアは1923年以降イタリアの強い影響下にあり、1939年にはイタリア陸軍が進駐し全土を占領した。1943年、ギリシャ北東部より小規模な連絡部隊がアルバニアに潜入した。アルバニアで活動したSOEエージェントとしてはジュリアン・アメリー、アンソニー・クエイル、デイヴィッド・スマイリー、ニール・マクレーンなどが知られる。当時のアルバニアではエンヴェル・ホッジャ率いる共産派パルチザンと共和派の国民戦線(Balli Kombëtar)が内戦状態にあったが、国民戦線はかつてイタリア占領軍に協力していたため、連合国ではホッジャへの支援を決定している。
アルバニアにSOEが使者として派遣したエドムント・"トロツキー"・デイヴィス准将は、1944年初頭ドイツ軍に逮捕された。SOE職員の一部は、ホッジャの目的がドイツとの闘争ではなく戦後の権力確保にしかないと報告した。これは無視されたが、結局アルバニア側が何らか大規模な対独抵抗を展開することはなかった。

### チェコスロバキア
ベーメン・メーレン保護領および後のスロバキア共和国において、SOEは数多くの作戦を遂行した。中でも最も有名なのは1942年のプラハにおけるラインハルト・ハイドリヒSS大将の暗殺計画（エンスラポイド作戦）であろう。1942年から1943年にかけて、チェコスロバキアはバッキンガムシャーのチチェリー・ホールに独自の特殊訓練学校を有していた。1944年、SOEはスロバキア民衆蜂起に支援要員を派遣した。

### ノルウェー
1941年3月、元俳優のマルティン・リンゲ大尉率いるノルウェー独立第1中隊（リンゲ中隊）がSOEの指揮を受けてノルウェー国内での活動を開始した。同中隊が参加した最初の作戦は1941年のアーチェリー作戦だが、最も有名なものはノルスク・ハイドロ重水工場破壊工作であろう。ロンドンとノルウェーのコミュニケーションは段階的に強化され、1945年の時点で64人の無線技士がノルウェー国内に派遣されていた。

### デンマーク
デニッシュ・レジスタンスはドイツの軍用鉄道に対する様々なサボタージュを主な活動としていた。一方、BOPAはより大規模な対独抵抗運動を展開しており、1942年までに実行された作戦は1,000以上にもなった。
SOEは中立国スウェーデンを通じてデニッシュ・レジスタンスへの支援を行った。

### ルーマニア
1943年、対独抵抗運動の支援を命じられたSOEエージェントらがルーマニアの落下傘降下を行った（オートノマス作戦）。降下したのはガーダイン・デ・チェーストライン大佐、シルビウ・メチアヌ大尉(Silviu Mețianu)、アイヴァー・ポーターの3名だったが、彼らはルーマニア国家憲兵隊により拘束され、解放は1944年8月23日のミハイ王の政変を待たねばならなかった。

### その他のヨーロッパ諸国
1943年から1945年にかけて、SOEおよびその他の諸諜報機関の協力の元、パレスチナで編成されたユダヤ人義勇兵部隊がヨーロッパ各地に派遣されいくつかの任務を遂行した。

### エチオピア
エチオピア帝国はSOEが最も初期から活動を行い、また最も成功を収めた地域の1つである。SOEは追放された皇帝ハイレ・セラシエ1世を支援し、オード・ウィンゲートを派遣してエチオピア国内にゲリラ組織を設置させた。ギデオン・フォース(Gideon Force)と名付けられたこの部隊は、占領軍であるイタリア軍への襲撃とイギリス軍の攻勢支援を行った。ウィンゲートはこの経験を活かし、後にビルマにてチンディットの編成を行っている。

### 東南アジア
1940年初頭、SOEは東南アジアでの活動に向けた準備を開始した。ヨーロッパと同様、SOEは連合国軍撤退後の地域で現地住民による抗日組織の設置を支援した。フォース136は中国大陸における様々な品物および金銭の秘密取引を行っていた。この取引による利益は77,000,000ポンドにもなり、捕虜への支援および解放に関する取引、あるいは戦後のいくつかの処理における費用として利用された。

## SOEに対する分析や評価
戦時中にSOEが開発した戦術および技術を現在のテロ組織が参考にしていると多くの解説者が指摘しており、今日のテロリストが使用する主な戦術や技術はSOEによって開発されたものだと考えられている。